# Claudiney Batista
Claudiney Batista dos Santos (Bocaiuva, 13 de novembro de 1978) é um atleta paralímpico brasileiro e recordista mundial da classe F56.

## Biografia
Em 2005, sofreu um acidente de moto, e devido aos ferimentos teve que amputar sua perna. Conquistou a medalha de ouro, após quebra de recorde, nos Jogos Paralímpicos de Verão de 2016, no Rio de Janeiro, representando seu país no lançamento de disco. Obteve novamente o título da prova em Tóquio 2020, estabelecendo o recorde paralímpico de 45 metros e 59 centímetros.